# Luigi Pigarelli

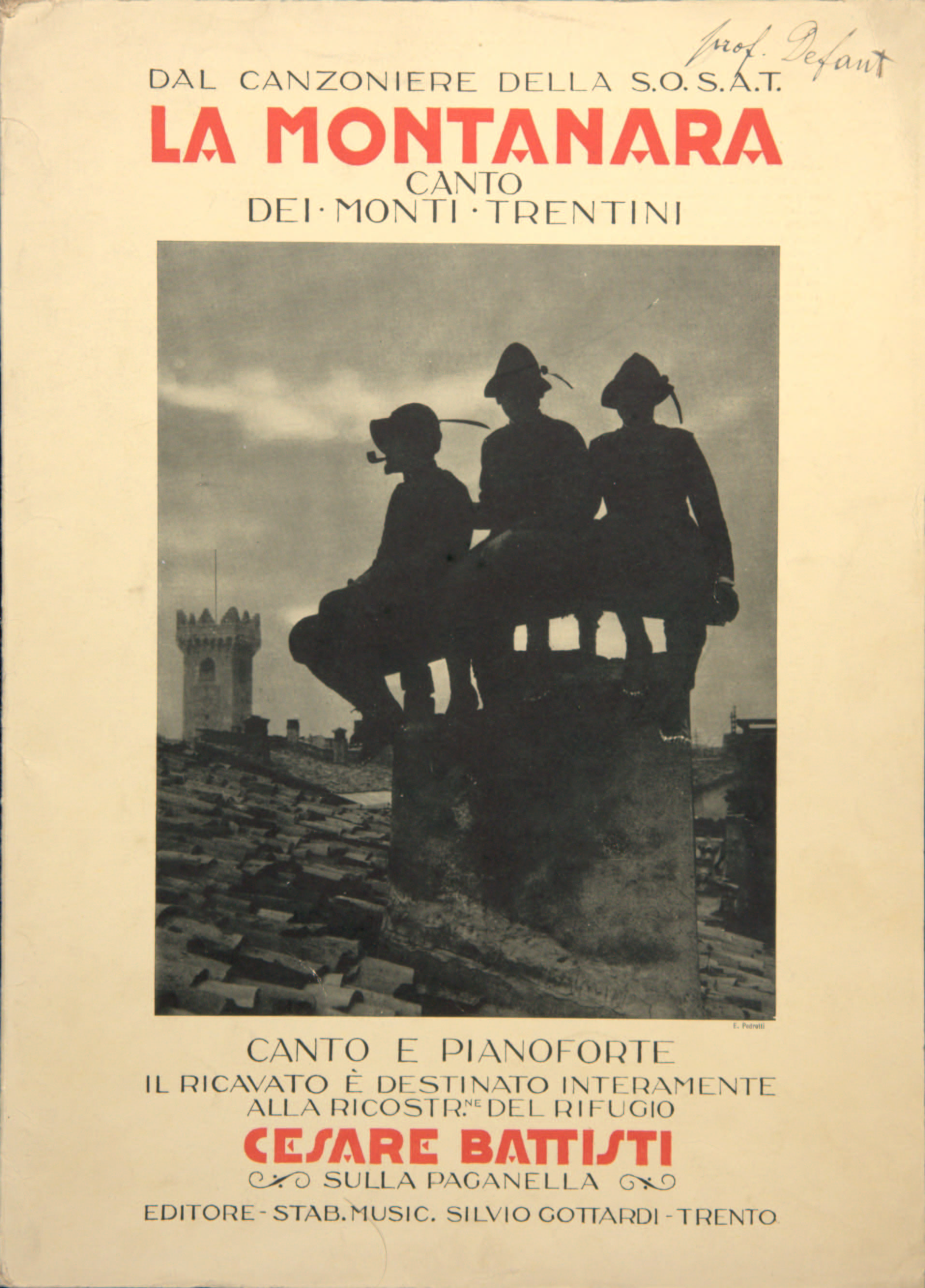
La Montanara, Erstausgabe der Noten (1930)

Luigi Pigarelli (* 15. Dezember 1875 in Trient; † 25. April 1964 ebenda) war ein italienischer Jurist und Pianist sowie in seiner Freizeit Komponist, Arrangeur und Bergsteiger. Einige seiner Arrangements sind unter dem Pseudonym Pierluigi Galli veröffentlicht worden.
Pigarelli absolvierte an der Universität Graz ein Rechtsstudium und arbeitete in der Folge zwischen 1902 und 1945 zunächst als Staatsanwalt, danach als Mitglied des Obersten Berufungsgerichts. Durch seine pianistischen Fähigkeiten gelangte Pigarelli zum Arrangieren zahlreicher Volkslieder, wovon er über 90 dem Coro della SOSAT widmete. Von 1945 bis 1958 war er Präsident der Trientiner Philharmonischen Gesellschaft.
Pigarellis bekanntestes Werk ist das berühmte Berglerlied La Montanara; die von Toni Ortelli komponierte Hauptmelodie wurde von Pigarelli zu einem vollständig harmonisierten Männerchorsatz arrangiert.